# غناوي المرتاحين
غناوي المرتاحين هو مسلسل بحريني كوميدي من إخراج مصطفى رشيد سنة 1999 من بطولة يوسف بوهلول وحميد مراد.المسلسل عبارة حلقات قصيرة بحيث تكون الأغاني أكثر من التمثيل، وهي من تأليف علي الشرقاوي، ولكن قد تكون الأغاني جزء من قصة الحلقة. تقريبا مدة عرض الحلقة الواحدة 10 دقائق، وكل حلقة تختلف عن الأخرى.

## ثمثيل
- سعاد علي
- حميد مراد
- يوسف بوهلول
- علي الغرير
- أحمد مبارك
- ماجدة سلطان
- جمعان الرويعي
- أميرة محمد
- هدى سلطان
- خليل الرميثي
- مصطفى رشيد

## وصلات خارجية
- غناوي المرتاحين على موقع قاعدة بيانات الأفلام العربية